# ミカエラ・ムレインコバ
ミカエラ・ムレインコバ（Michaela Mlejnková、1996年7月26日 - ）は、チェコの女子バレーボール選手。ポジションはアウトサイドヒッター。チェコ代表。

## 来歴

### クラブチーム
イレムニツェ出身。2011年、PVK Olymp Prahaへ入団し4年間プレーした。2015年、ドイツの強豪アリアンツ MTV シュトゥットガルトへ移籍。ブンデスリーガでは2015/16～2017/18シーズンにかけて3年連続で準優勝となった。2016/17シーズンはドイツカップで優勝を果たした。2018年、ポーランドリーグのKSディヴェロプレス・ジェシュフへ移籍。2019/20シーズンのポーランドリーグで準優勝となった。2020/21シーズンは再びアリアンツ MTV シュトゥットガルトでプレーし、ブンデスリーガで準優勝となった。2021/22シーズンはフランスリーグの強豪ヴォレロ・ル・カネでプレーし、フランスカップとリーグ優勝の2冠に貢献した。フランスリーグではベストアウトサイドヒッター賞を受賞した。2022/23シーズンはトルコリーグのSigortaShopと契約した。

### 代表チーム
2013年、チェコ代表に初選出された。同年8月のワールドグランプリで代表デビューした。欧州選手権には2013年大会より5大会連続で出場している。2018年のヨーロッパリーグでは銅メダルを獲得し、自身もベストアウトサイドヒッター賞を受賞した。2022年、ヨーロッパリーグで準優勝となった。同年9-10月の世界選手権に出場した。

## 球歴
- 世界選手権 - 2022年
- 欧州選手権 - 2013年、2015年、2017年、2019年、2021年
- ワールドグランプリ - 2013年、2015年、2016年、2017年

## 受賞歴
- 2018年　ヨーロッパリーグ ベストアウトサイドヒッター賞
- 2022年  2021/22フランスリーグA ベストアウトサイドヒッター賞

## 所属クラブ
- PVK Olymp Praha（2011-2015年）
- アリアンツ MTV シュトゥットガルト（2015-2018年）
- KSディヴェロプレス・ジェシュフ（2018-2020年）
- アリアンツ MTV シュトゥットガルト（2020-2021年）
- ヴォレロ・ル・カネ（2021-2022年）
- SigortaShop（2022-2023年）
- Olympiacos（2023-2024年）
- バレー・ベルガモ（2024年-）